# Kees van der Spek ontmaskert
Kees van der Spek ontmaskert is een Nederlands reportageprogramma dat wordt uitgezonden door RTL 5, waarin programmamaker en presentator Kees van der Spek reist naar bestemmingen binnen en buiten Europa om reportages te maken over oplichting in desbetreffende steden en landen.

## Seizoenen

### Seizoen 1 (2019)
| Aflevering (seizoen) | Aflevering (serie) | Locatie    | Datum            | Inhoud |
| -------------------- | ------------------ | ---------- | ---------------- | --- |
| 1                    | 1                  | Hanoi      | 26 februari 2019 | Corrupte parlementariër is betrokken bij strafbare handel in neushoornpoeder en tijgervlees. |
| 2                    | 2                  | Kiev       | 5 maart 2019     | Kees doet zich voor als vrijgezel en onderzoekt de schimmige bruidenmarkt. |
| 2                    | 2                  | Tsjernobyl | 5 maart 2019     | Hotspots waar straling wordt geregistreerd hadden opgeruimd kunnen worden, maar blijven bestaan vanwege de toeristische waarde. |
| 3                    | 3                  | Florence   | 12 maart 2019    | Praktijken van grote en kleine oplichters worden blootgelegd. |
| 3                    | 3                  | Amsterdam  | 12 maart 2019    | Kees weet de oplichter achter een slimme wisseltruc te ontmaskeren. |
| 4                    | 4                  | New Delhi  | 19 maart 2019    | Reisbureautjes bieden tripjes aan naar weeshuizen en beweren ten onrechte dat een deel van de opbrengst daar terecht komt. |
| 5                    | 5                  | Sliema     | 26 maart 2019    | Israëlisch netwerk biedt neppe investeringen en beleggingen aan, een vorm van zogenaamde ‘boiler room’-fraude. |
| 6                    | 6                  | Manilla    | 2 april 2019     | Kees reist af naar Manilla om daar zowel webcamseks als sekstoerisme met kinderen in kaart te brengen. Hij ontmoet een familie die jongere leden aanzet tot prostitutie en grotendeels drugsverslaafd is. In Nederland confronteert hij twee online klanten. De familie wordt door de Filipijnse politie opgepakt en de kinderen worden in een opvang ondergebracht. |

### Seizoen 2 (2024)
| Aflevering (seizoen) | Aflevering (serie) | Locatie          | Datum            | Inhoud |
| -------------------- | ------------------ | ---------------- | ---------------- | --- |
| 1                    | 7                  | Cali             | 7 oktober 2024   | Man, die vertelde bedreigd te worden door echtgenoot, overlijdt onder verdachte omstandigheden in een verkeersongeval. Na zijn dood verdwijnt er geld van de rekeningen, ontvangen de nabestaanden in Nederland valse facturen en wordt zijn huis te koop aangeboden zonder overleg met zijn kinderen.                                              |
| 1                    | 7                  | Tsjavdartsi      | 7 oktober 2024   | Dief denkt gestolen auto veilig te kunnen stellen, maar weet niet dat er een gps-tracker in de wagen zit. |
| 2                    | 8                  | Lissabon         | 14 oktober 2024  | Nederlandse vrouw verliest zoon en vindt steun bij Portugese man die zegt ook een kind te hebben verloren. Hij overtuigt haar geld over te maken voor een restaurant dat ze samen zouden beginnen, maar van het geld of restaurant ziet de vrouw niks terug. De oplichter bedreigt Kees met een schroevendraaier en stompt hem bij de confrontatie. |
| 2                    | 8                  | Mombassa Nairobi | 14 oktober 2024  | Man trouwt met Keniaanse vrouw en woont bij haar met zijn moeder, die financieel wordt gebruikt. Wanneer hij overlijdt, weet de in Nederland wonende zoon niet waar zijn dementerende moeder is. |
| 3                    | 9                  | Ede Almere       | 21 oktober 2024  | Nepadvocate vervalst rechtbankdocumenten en maakt zelfs haar eigen oom tonnen afhandig, die daardoor onder meer zijn huis moet verkopen. |
| 3                    | 9                  | Willemstad       | 21 oktober 2024  | (Oud-)schoonzoon betaalt lening van twee ton niet terug. |
| 4                    | 10                 | Amsterdam        | 28 oktober 2024  | Mensen verhuren hun woningen aan man die deze onderverhuurt en weigert huur te betalen. In sommige gevallen gebruiken onderhuurders de woningen voor prostitutie. |
| 4                    | 10                 | Warschau         | 28 oktober 2024  | Met nepcontracten van energieleveranciers licht een voormalig werknemer mensen op, waarschijnlijk voor zo'n 1,8 miljoen euro in totaal. Zijn (ex-)vrouw en haar familie maakt hij ook zo'n drie ton afhandig. De man houdt zich onder valse namen op in diverse Europese steden.                                                                    |
| 5                    | 11                 | Paramaribo e.o.  | 4 november 2024  | Man wordt uit huis gezet, nu notoire oplichtster hem heeft berooid. In het verleden zat zij vast voor een poging tot kindermoord. |
| 6                    | 12                 | Athene           | 11 november 2024 | Grofgebekte oplichtster verleidt mannen via datingsites en wint hun vertrouwen door zich voor te doen als welvarende dame. Wanneer ze de mannen laat investeren in een niet bestaand bedrijf, gebruikt ze het afhandig gemaakte geld om indruk te maken op andere mannen.                                                                           |